# Молоток судьи

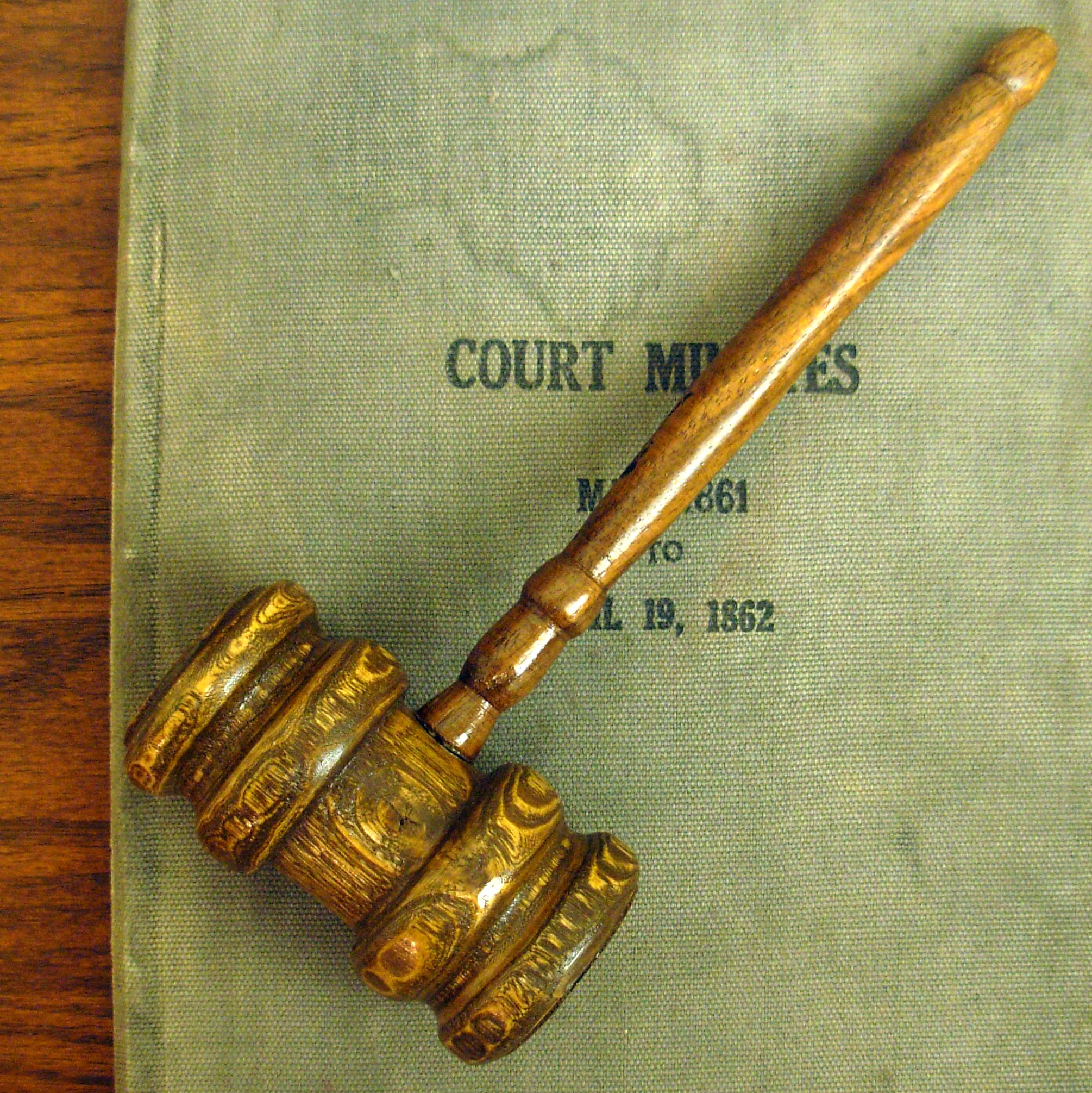
Деревянный молоток судьи

Молото́к судьи́, он же молото́к председа́теля — небольшой церемониальный молоток, как правило изготовленный из древесины, обычно с фигурной рукояткой. Им ударяют по специальной подставке для усиления звука. Это символ полномочий и права совершения правомочных действий в должности судьи либо председательствующего лица. Символизирует право на окончательное решение.
Широко используется в США, Великобритании и во многих англоязычных странах. В Канаде, несмотря на то, что судейский молоток не используется, символ судейского молотка используется на табличках, предупреждающих о штрафных санкциях.
В России молоток судьи законодательством не предусмотрен, однако иногда используется. Например, в судебных передачах.
Помимо судов, во многих странах молоток используется в аукционах для завершения торгов по конкретному лоту.